# أحماض أوميغا 3 الدهنية

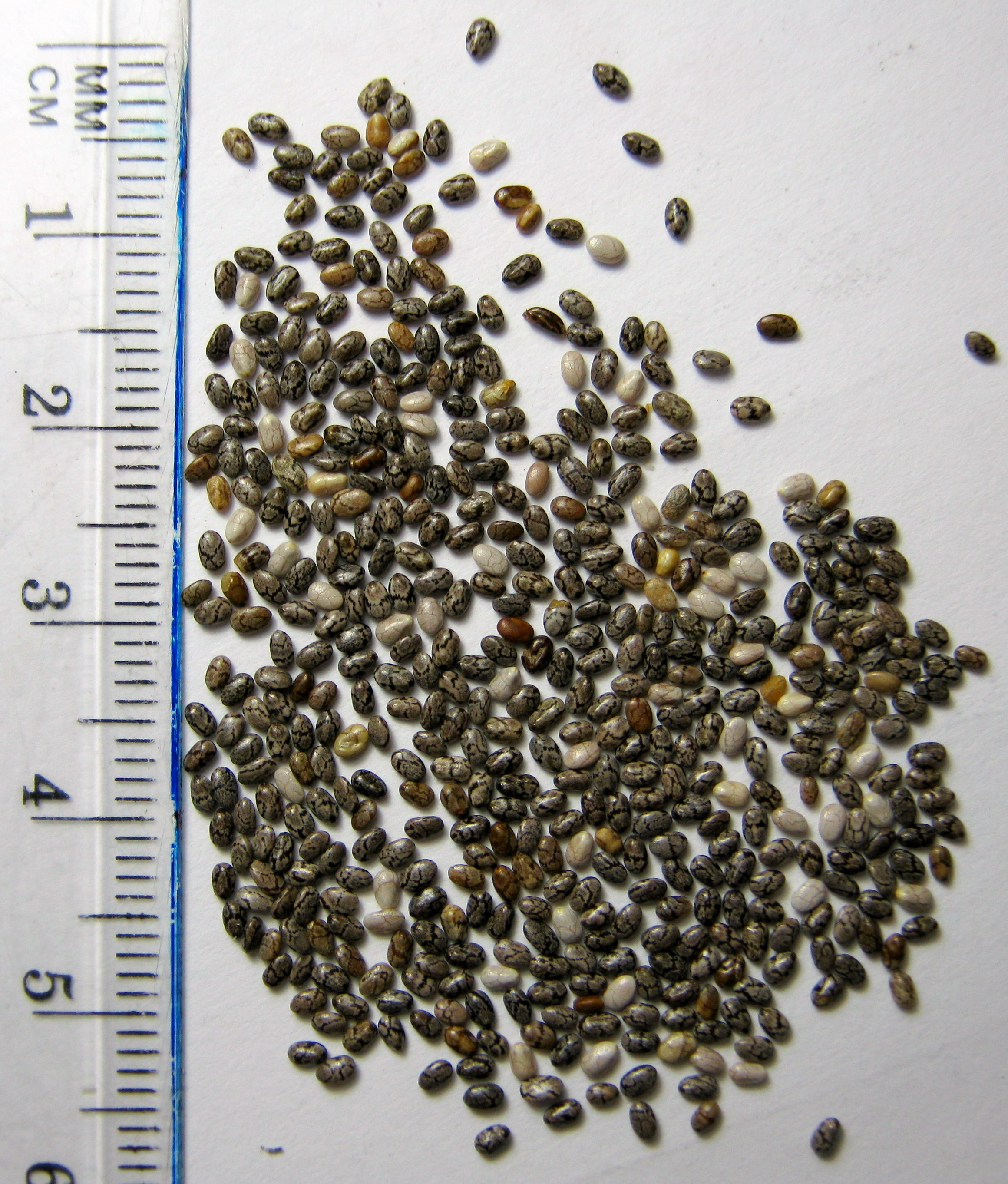
بذور قصعين إسباني، الغنية بأحماض أوميغا 3

أحماض أوميغا 3 الدهنية ويرمز لها ω-3 هي أحماض دهنية غير مشبعة تحتوي على آصرة مزدوجة تستخلص عادة من سمك السلمون، كما يوجد في أسماك أخرى من الأسماك البحرية والنهرية. له فعالية في تخفيض الكوليسترول. ومقاومة الالتهابات في الجسم، ويعمل على سلامة الدماغ.

## عناصر أوميجا 3
تتكون أحماض أوميجا 3 عموماً من عنصرين مهمين، هما:
1. Epicosapentaenoic(EPA)  هو حمض دهني غير مشبع له الصيغة الكيميائية C20H30O2، مع وجود خمس روابط مضاعفة، تكون إحداها على الكربون رقم 3 من الطرف الميثيلي للسلسلة، ولذلك فهو من أحماض أوميغا 3 * يوجد حمض الإيكوسابنتاينويك طبيعياً في لحم وزيت عدد من أنواع الأسماك، مثل القد والرنكة والإسقمري والسلمون.
2. Docosahexaenoic (DHA)  هو حمض دهني غير مشبع له الصيغة الكيميائية C22H32O2، مع وجود ست روابط مضاعفة، تكون إحداها على الكربون رقم 3 من الطرف الميثيلي للسلسلة، ولذلك فهو من أحماض أوميغا 3.

يوجد حمض الدوكوساهكساينويك طبيعياً في جسم الإنسان، ويمكن تصنيعه حيوياً انطلاقاً من حمض ألفا-اللينولينيك، كما يوجد في مصادر طبيعية مثل حليب الأم وزيت السمك والزيت المستخلص من الطحالب.